# Louis Boekhout
Louis Boekhout (* 1. März 1919 in Bergen-op-Zoom, Niederlande; † 9. Januar 2012 in Saint-André-Avellin, Québec, Kanada) war ein niederländisch-kanadischer Maler, der vor allem für seine Landschaftsmalerei bekannt ist.

## Leben
Louis Boekhout wurde als Sohn von Theodoor Boekhout und Anna Maria Heijs geboren. Er verbrachte den größten Teil seiner Kindheit in Indonesien. Im Alter von 19 Jahren begann er seine künstlerische Ausbildung an der Königlichen Akademie der Schönen Künste in Antwerpen, wo er bei Floris de Cuyper studierte. Später setzte er seine Studien in Frankreich fort. 
Der Ausbruch des Zweiten Weltkriegs zwang Louis Boekhout, seine künstlerische Laufbahn vorübergehend zu unterbrechen. Nach dem Krieg emigrierte er nach Québec, Kanada, wo er den Maler Marc-Aurèle Fortin kennenlernte. Um 1970 ließ er sich in Chénéville, Québec, nieder, wo er ein kleines Cottage erwarb. Die ländliche Umgebung und die Ruhe inspirierten ihn zu zahlreichen Werken. Neben seiner künstlerischen Tätigkeit unterrichtete er Malerei und Französisch. Er war auch für seine Fähigkeiten als Wünschelrutengänger und Heiler bekannt.
Werke von Louis Boekhout befinden sich in öffentlichen Sammlungen, darunter das Musée national des beaux-arts du Québec, sowie in Privatsammlungen weltweit, darunter die Sammlung Le Portal Art Tour und sogar im Weißen Haus in Washington.

## Werk
Louis Boekhout malte in Öl und Aquarell. Sein Stil bewegt sich zwischen der Niederländischen Schule, der Schule von Barbizon und dem Impressionismus. Er bevorzugte es, im Freien zu malen und sich dabei von seiner unmittelbaren Umgebung inspirieren zu lassen, aber auch im Atelier zu arbeiten, wobei er sich auf seine Erinnerungen und seine Phantasie stützte. Er malte nie nach Fotografien oder Gemälden. Seine Philosophie und Spiritualität spiegeln sich in seinen Werken wider und verleihen ihnen eine besondere Leichtigkeit. Boekhout verstand es meisterhaft, die Farben und Nuancen seiner Umgebung wahrzunehmen und in seiner Kunst umzusetzen.